# Liste der Biografien/Zef
Liste der Biografien |
Portal Biografien |
Personensuche
# |
A |
B |
C |
D |
E |
F |
G |
H |
I |
J |
K |
L |
M |
N |
O |
P |
Q |
R |
S |
T |
U |
V |
W |
X |
Y |
Z |
?
 
Za |
Zb |
Zc |
Zd |
Ze |
Zf |
Zg |
Zh |
Zi |
Zj |
Zk |
Zl |
Zm |
Zn |
Zo |
Zr |
Zs |
Zu |
Zv |
Zw |
Zy |
Zz
 
Zea |
Zeb |
Zec |
Zed |
Zee |
Zef |
Zeg |
Zeh |
Zei |
Zej |
Zek |
Zel |
Zem |
Zen |
Zeo |
Zep |
Zeq |
Zer |
Zes |
Zet |
Zeu |
Zev |
Zew |
Zey |
Zez
Die Liste der Biografien führt alle Personen auf, die in der deutschsprachigen Wikipedia einen Artikel haben. Dieses ist eine Teilliste mit 8 Einträgen von Personen, deren Namen mit den Buchstaben „Zef“ beginnt.

## Zef

### Zefa
- Zefanja, Prophet des Alten Testaments

### Zefe
- Zeferetti, Leo C. (1927–2018), US-amerikanischer Politiker
- Zeferino, Manuel (* 1960), portugiesischer Radrennfahrer

### Zeff
- Zeff, Leo (1912–1988), US-amerikanischer Psychologe und Psychotherapeut
- Zeff, Paul (1911–1993), US-amerikanischer Filmtechniker
- Zeffane, Mehdi (* 1992), algerisch-französischer Fußballspieler
- Zeffirelli, Franco (1923–2019), italienischer RegisseurFranco Zeffirelli (1923–2019)

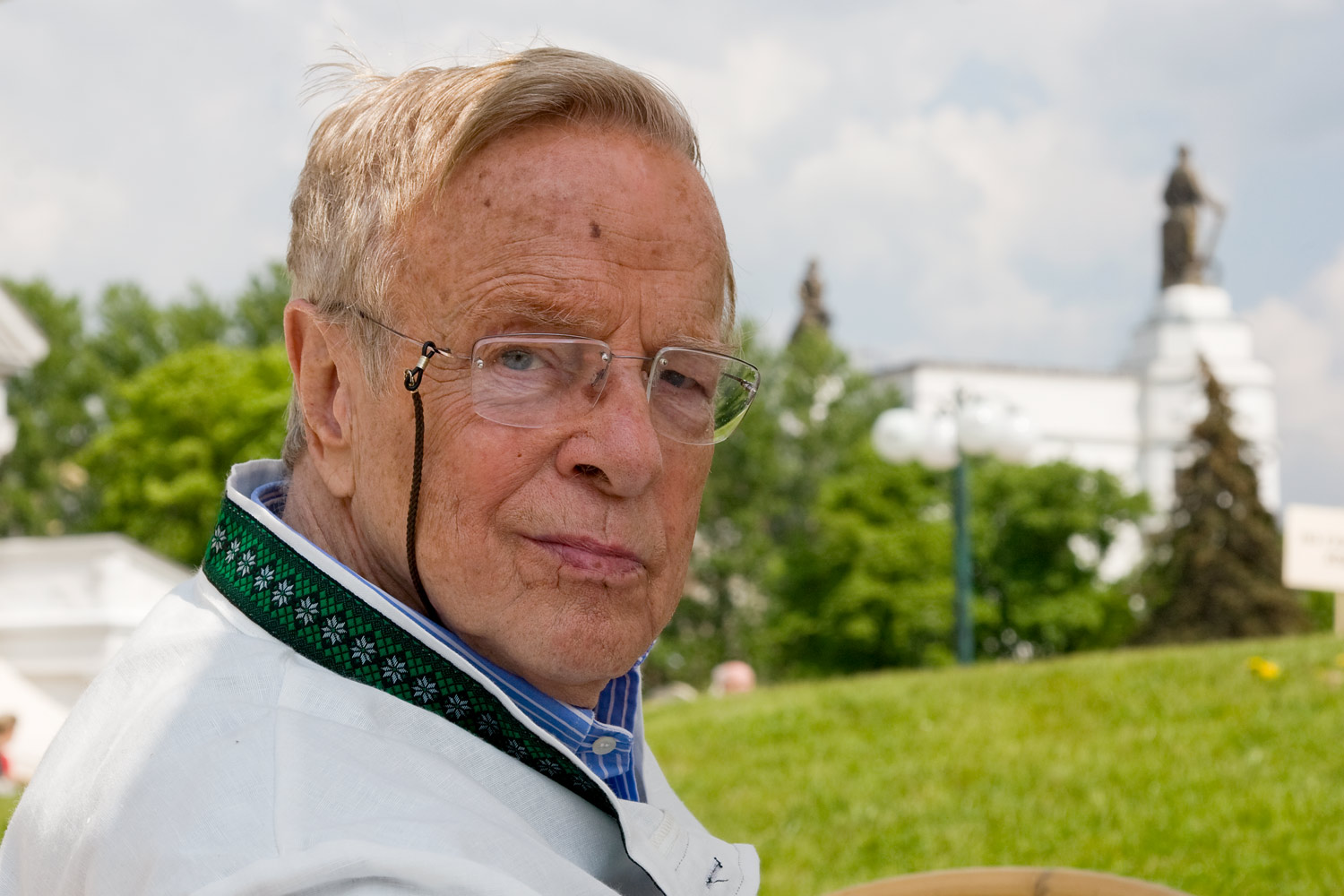
Franco Zeffirelli (1923–2019)

### Zefi
- Zefira, Bracha (1910–1990), israelische Sängerin und Schauspielerin